# Coleocentrus soleatus
Coleocentrus soleatus là một loài tò vò trong họ Ichneumonidae.